# Idiota y Diminuto
Idiota y Diminuto va ser una revista de còmics a manera de fanzine editada entre 1997 i 2001 per l'Associació Cultural La Más Bella, els socis fundadors havien estat Pepe Murciego, Diego Ortiz i Juanjo el Rápido, dirigint aquest últim la publicació.
Tal com reconeixien els seus fundadors, es venia més a les botigues de museus com l'IVAM o el MACBA que a les llibreries de còmic.
El 1999 va obtenir el premi al millor fanzine al Saló Internacional del Còmic de Barcelona, sent nominada també a l'any següent. Juanjo el Rápido la deixaria per fundar "TOS", al costat de Nacho Casanova.

## Contingut
| Números | Títol                                   | Autoria                    | Tipus |
| ------- | --------------------------------------- | -------------------------- | ----- |
| 1       | Madrid 1978                             | Javier Olivares            |       |
| 1       | El aeroplano loco                       | Juanjo el rápido           |       |
| 1       | Ciudad pañuelo                          | Juan Berrio                |       |
| 1       | Los viejos recuerdos                    | Rubén Martínez             |       |
| 1       | Yo os enseñaré la vida de la mente      | Juanjo el rápido           |       |
| 1       | Infierno                                | Jesús Gras/Javier Olivares |       |
| 1       | Blowmum - Amanda Mix -                  | Miguel Ángel Martín        |       |
| 1       | Cabo Ferro                              | Manolo Hidalgo             |       |
| 1       | ¡Qué extrañas son a veces las personas! | Luis Bustos                |       |